# Авальская телебашня
Ава́льская телеба́шня (серб. Авалски торањ / Avalski toranj) — телебашня высотой 205 метров в Сербии, расположенная на горе Авала.
Сооружение башни велось с 1961 по 1965 год. 29 апреля 1999 года башня была разрушена во время бомбардировки в рамках операции «Союзная сила». 21 декабря 2006 года было начато восстановление башни, по завершении которого 21 апреля 2010 года состоялась церемония официального открытия. В настоящее время башня является самым высоким объектом в Сербии и на Балканах.

## Галерея

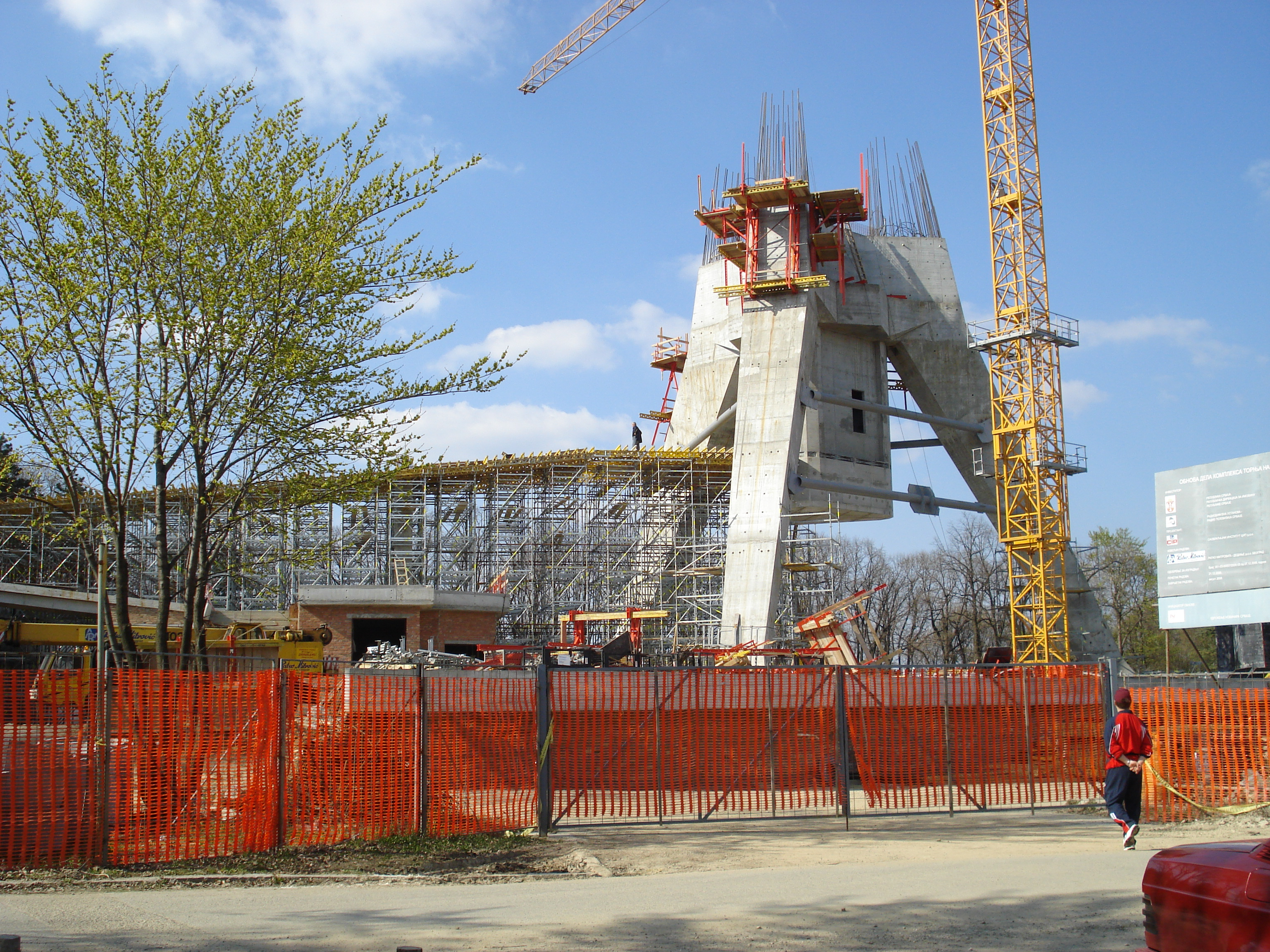
Март 2008 года
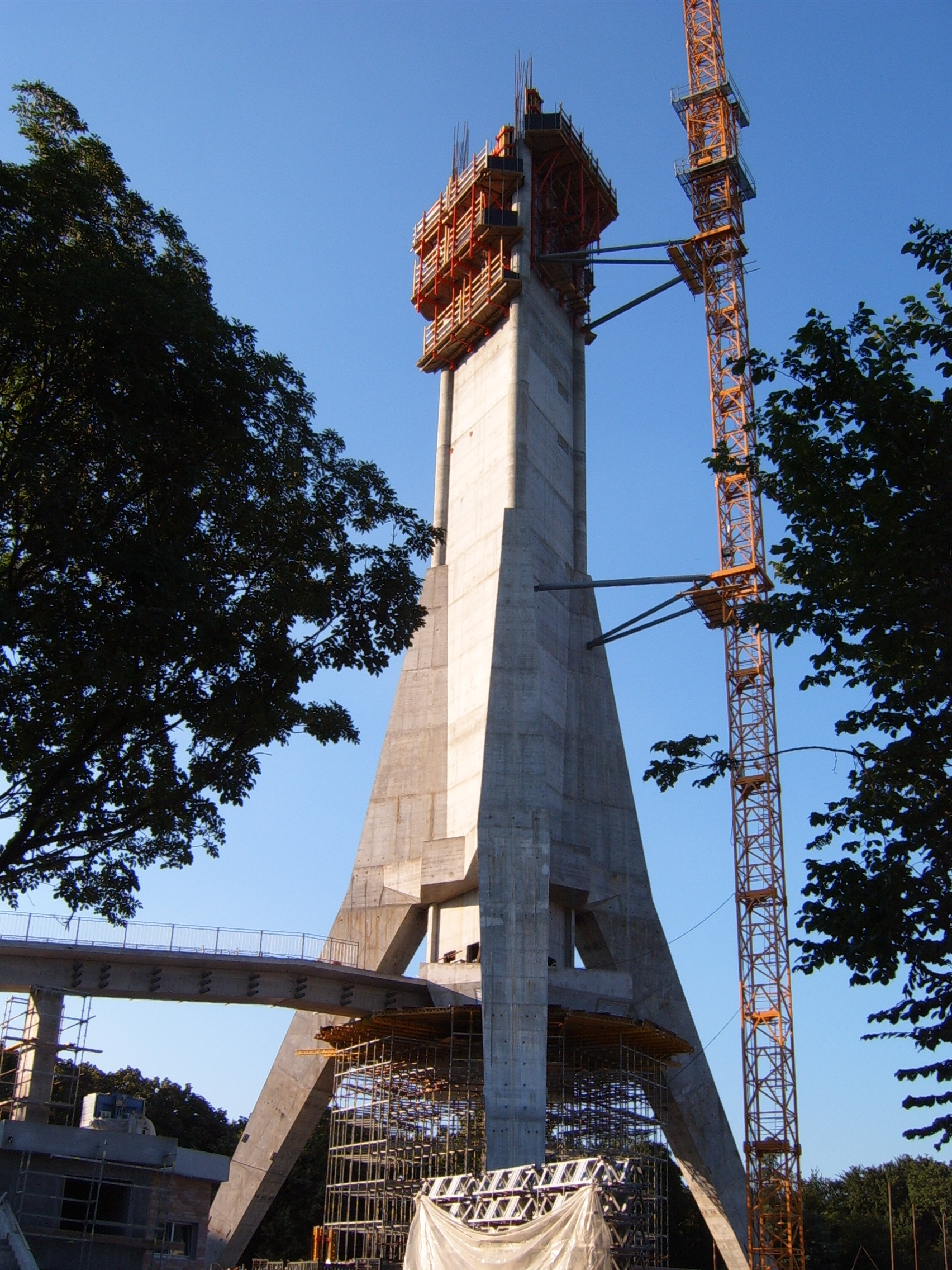
Июль 2008 года
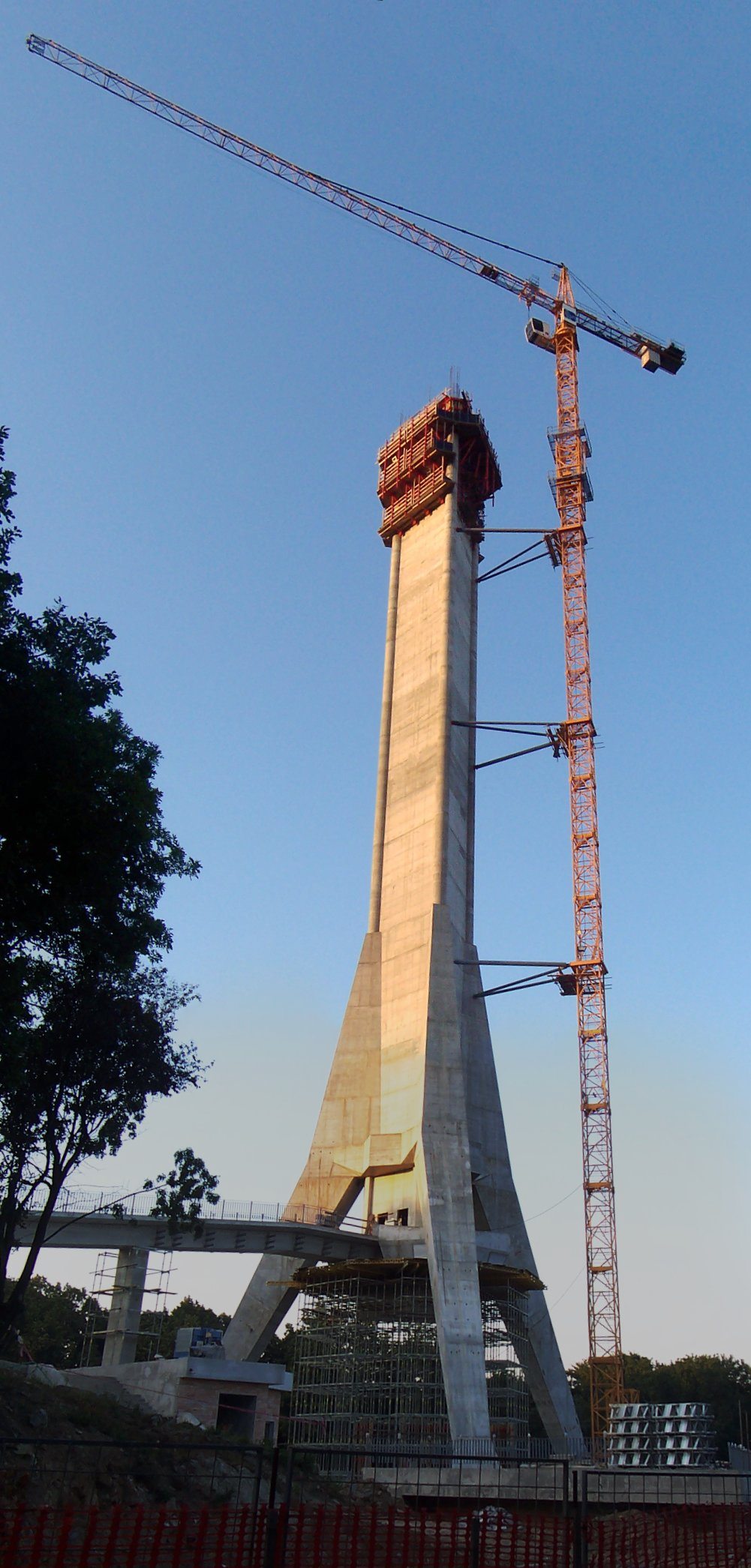
Август 2008 года
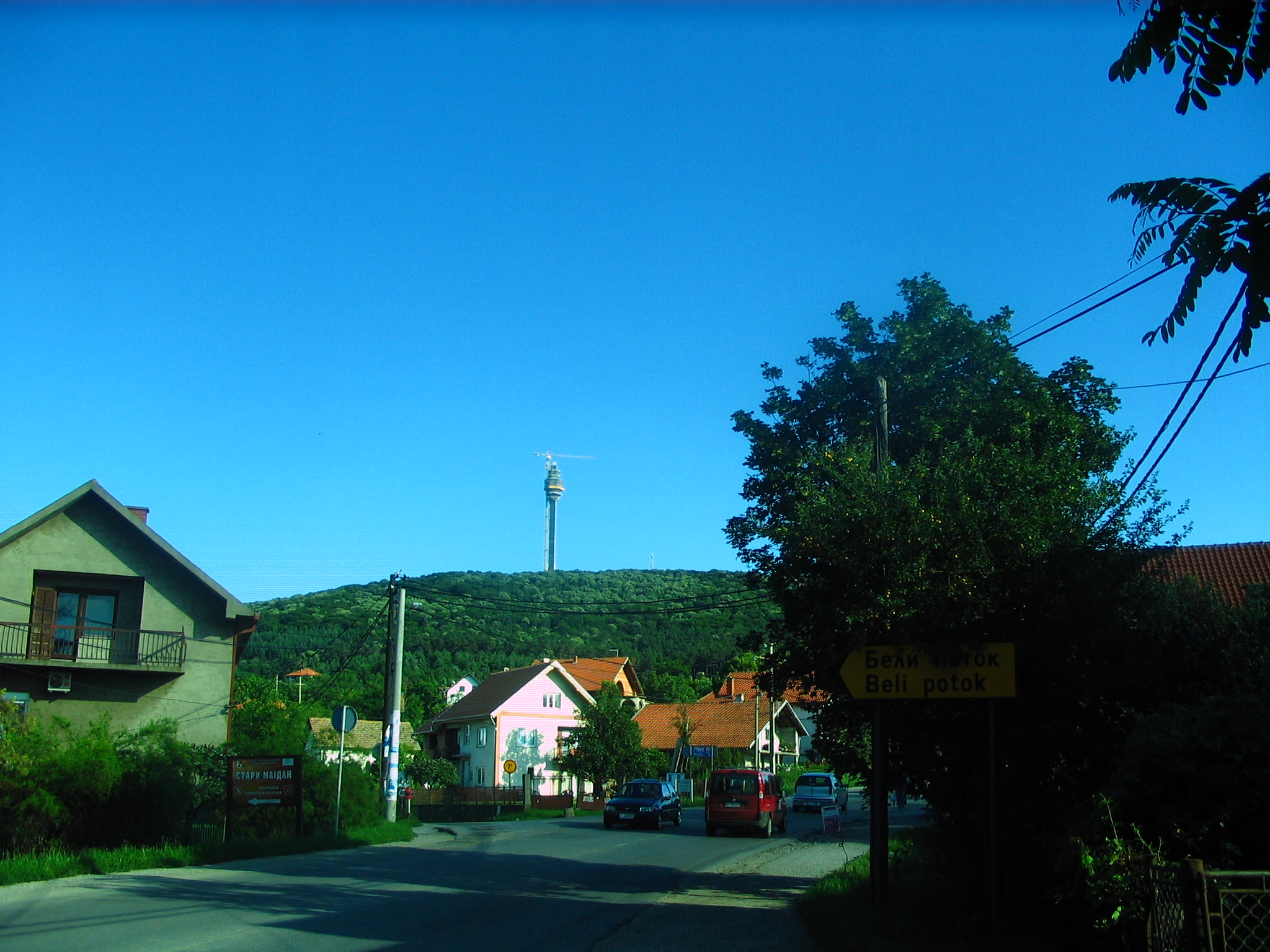
Июль 2009 года
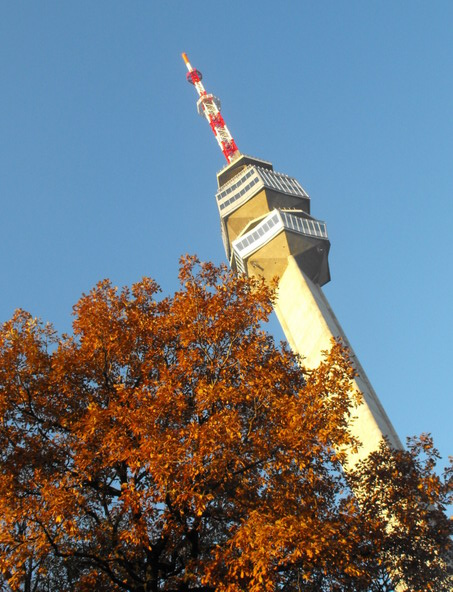
Февраль 2010 года
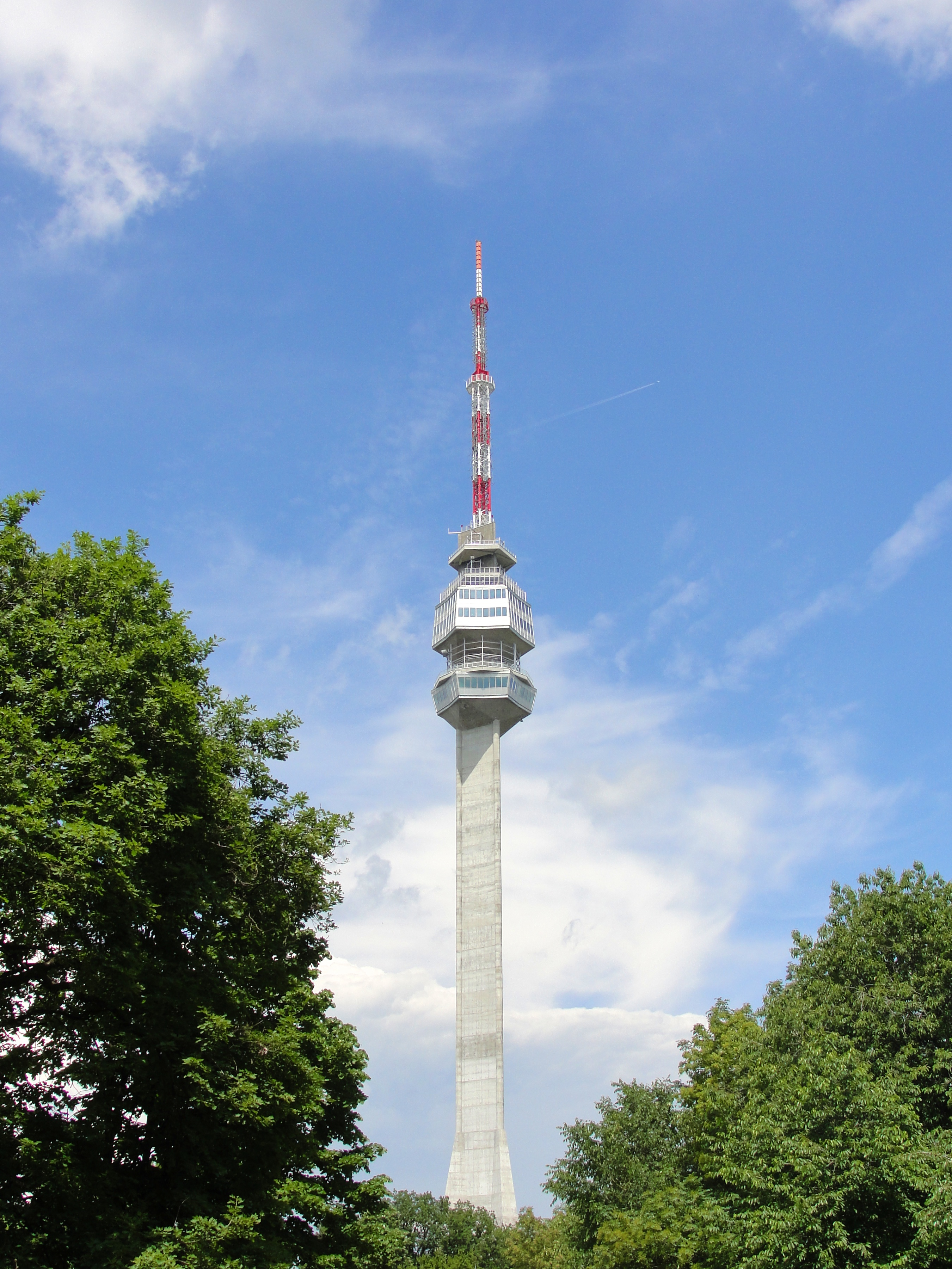
Открытие, 2010 год
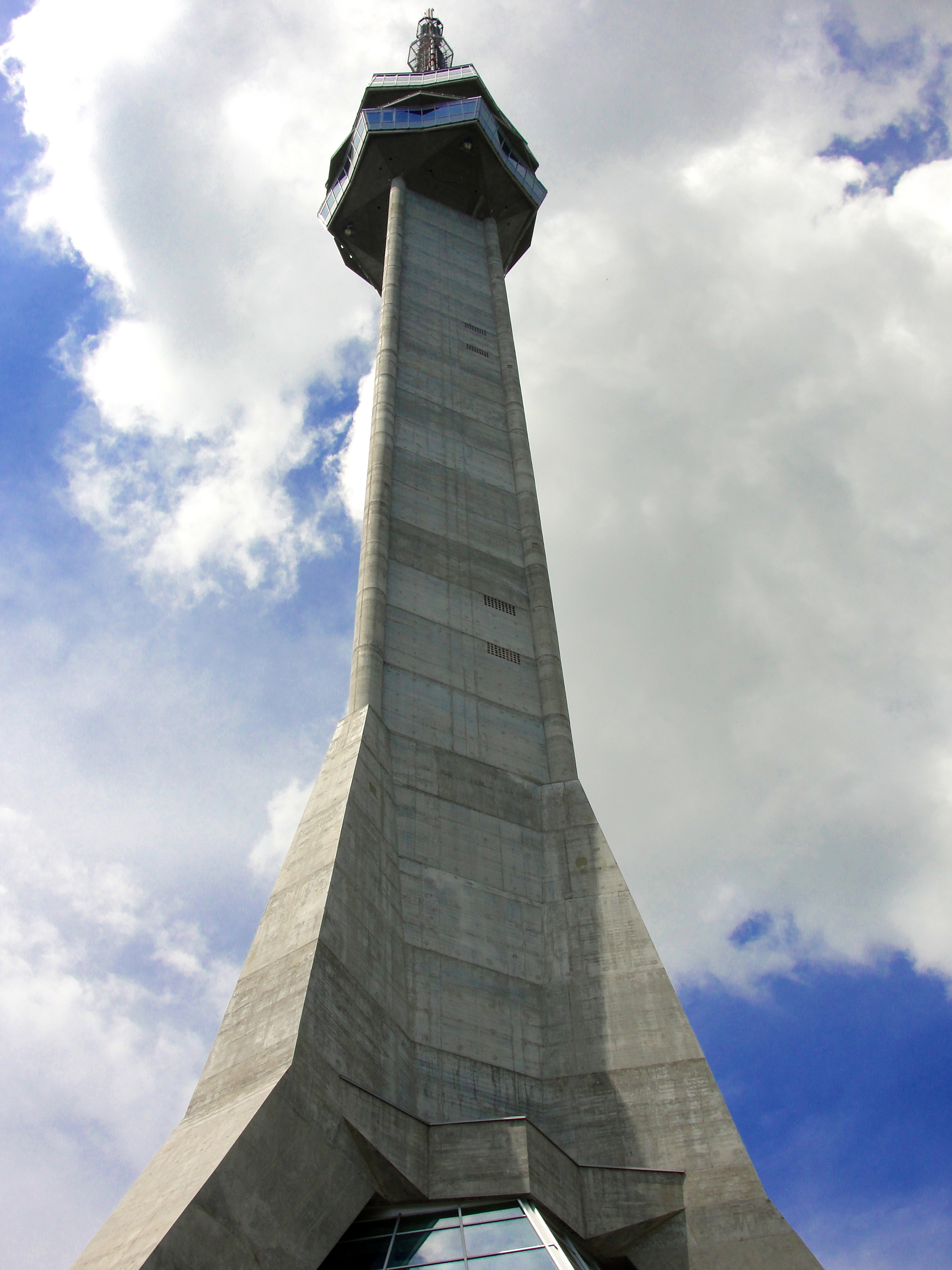
Июнь 2010 года
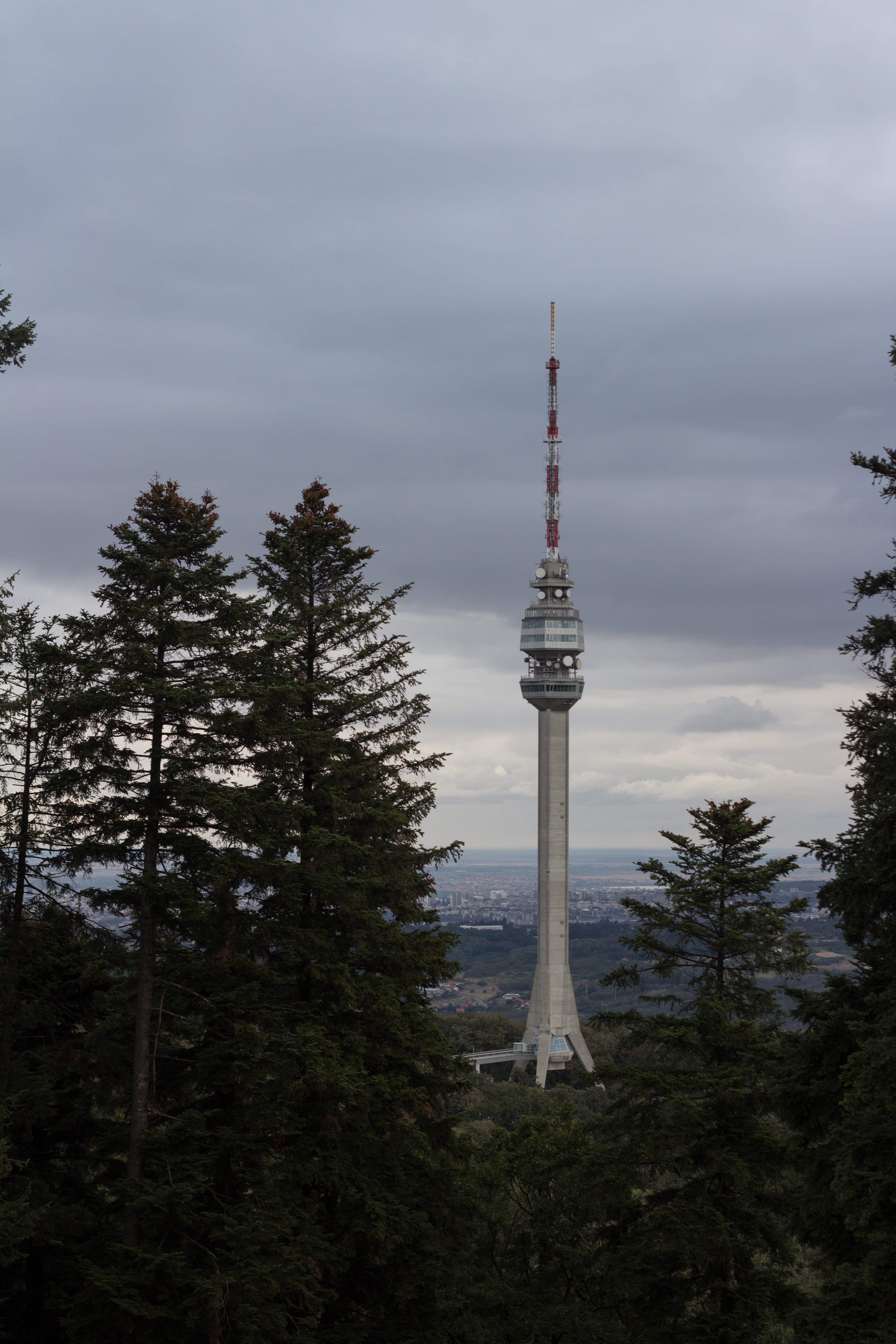
Вид на Авальскую телебашню с вершины Авала
Авальская телебашня, панорамный снимок в высоком разрешении
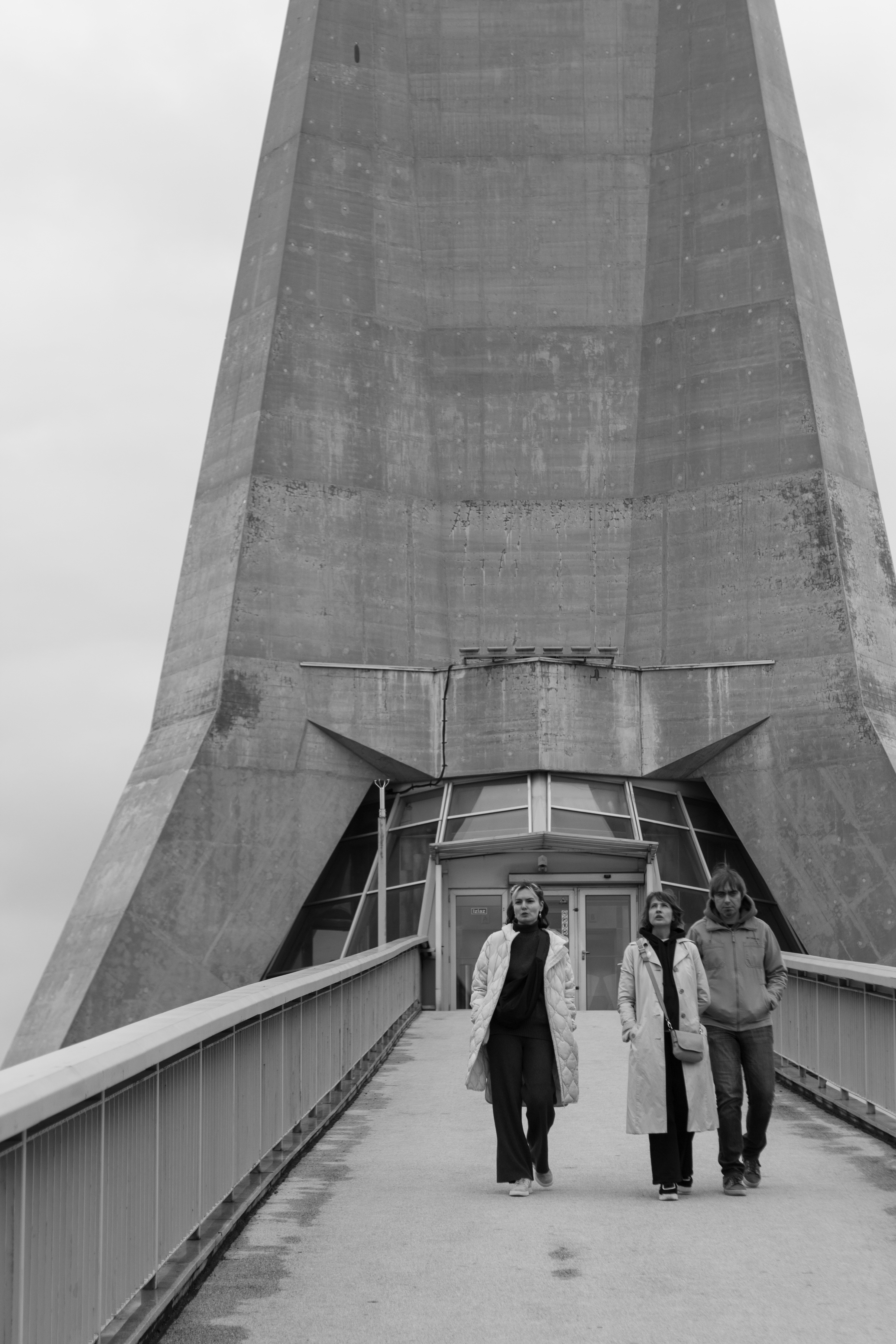
Вход в Авальскую телебашню